# Майерс, Гарри
Гарри Майерс (англ. Harry Myers; 5 сентября 1882, Нью-Хейвен — 25 декабря 1938, Голливуд, Калифорния) — американский актёр театра и кино, режиссёр, сценарист, продюсер и художник.

## Биография
В молодости переехал в Филадельфию, где три года изучал рисунок и дизайн в Художественной школе. Позже занялся драматическим искусством, в течение 10 лет играл на театральных сценах
В кино дебютировал в 1908 году на студии «Lubin Studios» режиссёра Зигмунда Любина.
Между 1908 и 1938 годами снялся в 330 фильмах (короткометражках, драмах, комедиях), поставил, как режиссёр 54 кинофильма (1913—1917). Одной из заметных ролей Майерса стало участие в фильме «Огни большого города» Чарли Чаплина, в котором он сыграл эксцентричного миллионера.
Его карьера пошла на спад после появления звукового кино.

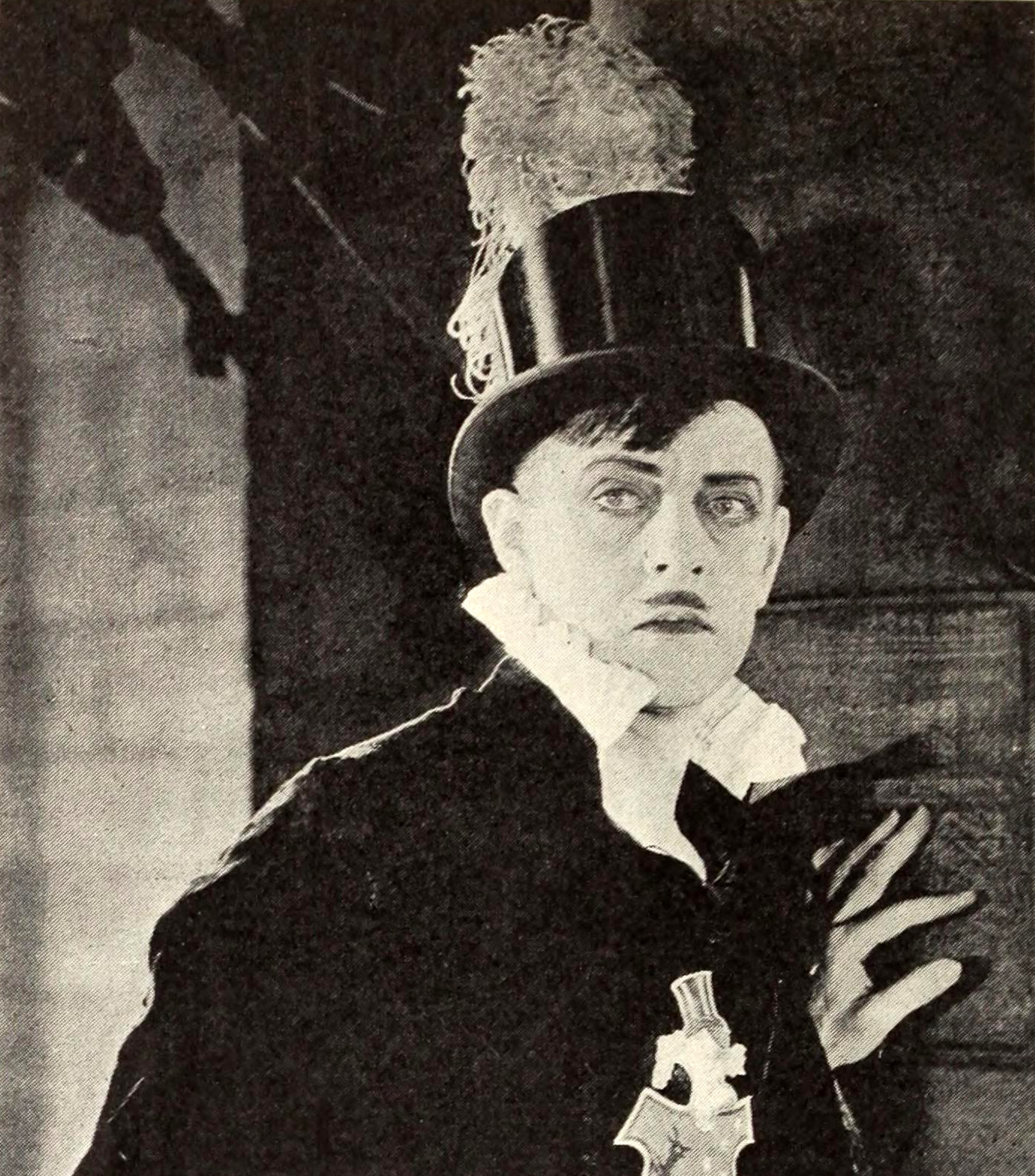
Г. Майерс в фильме «Янки из Коннектикута при дворе короля Артура» (1921)

## Избранная фильмография
Был женат на актрисе Розмари Тэби. Умер от пневмонии.